# 蛇にピアス
『蛇にピアス』（へびにピアス）は、日本の小説家・金原ひとみの小説であり、作者のデビュー作である。第27回すばる文学賞を受賞し、『すばる』2003年11月号に掲載された。綿矢りさの『蹴りたい背中』とともに、第130回芥川龍之介賞を受賞した。
2008年9月20日、作者本人の意向を受けて蜷川幸雄監督による映画が公開された。

## 評価
芥川賞の選評では、細部描写の秀逸さと、派手な道具立ての裏にある物語の純粋さが評価された。選考委員の石原慎太郎は受賞作発表後の記者会見においてこの回の候補作全体に対して否定的見解を示し、「今年は該当作無しでも良かったんじゃないか」と前置きしたうえで、それでも同時受賞した2作品の『蹴りたい背中』と本作からいずれかを選ぶならば、本作を推すとしている。 
なお、単行本化にあたり結末部分が改訂されているが、その点について福田和也や関川夏央らが、改訂前の方が良かったと指摘している。 

## 主要人物
いずれも喫煙者（ノーマルスモーカー）である。
ルイ
主人公。19歳。アマのスプリット・タン（蛇のように舌に二股の切れ目を入れること）に惹かれ、身体改造に興味を持ち始める。登録制のアルバイトをしており、そこでの「つくりものの自分」は人当たりがいい様子。本名は中沢ルイ。
アマ
ルイと同棲している。スプリット・タンの他にも、顔中にピアスをしたり、腕に派手な刺青をしたりと、かなりの身体改造を施している。しかしルイには忠実で、彼女の指示にはほぼ無条件で従っている。古着屋でアルバイトをしている。本名は雨田和則。
シバさん
身体改造の店『Desire』のオーナー。刺青を彫るのがほとんどだが、ピアスも扱っている。また表情がわからないほど多くのピアスを顔面に刺しているが、「人の形を変えるのは神だけに与えられた特権」という持論からスプリット・タンにはしていない。かなりのサディスト。本名は柴田キヅキ。

## 要略
ルイはアマのスプリット・タンに惹かれ、シバさんの指導の下、自分の舌にもピアスを入れる。さらにシバさんに、背中に麒麟と龍の刺青を入れてもらう約束も取り付ける。しかし、アマと喧嘩した暴力団風の男の死亡記事を見てから、ルイに不安が襲い始める。

## 映画
ギャガ・コミュニケーションズの配給により2008年9月20日日本公開された。吉高由里子は本作が初主演映画であった。R15+指定。キャッチコピーは「19歳、痛みだけがリアルなら 痛みすら、私の一部になればいい。」
スプリット・タンをはじめとした身体改造は、全て特殊メイクとCGである。

### ストーリー (映画)
生きている実感もなく、あてもなく渋谷をふらつく19歳のルイ。ある日訪れたクラブで赤毛のモヒカン、眉と唇にピアス、背中に龍の刺青、蛇のようなスプリット・タンを持つ「アマ」と出会い人生が一変する。アマの刺青とスプリット・タンに興味を持ったルイは、シバと呼ばれる男が施術を行なっている怪しげな店を訪ね、舌にピアスを開けた。その時感じた痛み、ピアスを拡張していく過程に恍惚を感じるルイは次第に人体改造へとのめり込んでいくことになる。「女の方が痛みに強い」「粘膜に穴を開けると失神する奴がいる」という店長のシバも全身に刺青、顔中にピアスという特異な風貌の彫り師で、自らを他人が苦しむ顔に興奮するサディストだと語った。舌にピアスを開けて数日後、ルイとルイの友人は夜道で暴力団風の男に絡まれる。それに激昂したアマは相手の男に激しく暴力を振るい、男から2本の歯を奪い取って「愛の証」だと言ってルイに手渡す。アマやシバと出会う中でルイは自身にも刺青を刻みたいという思いが強くなり、シバに依頼して背中一面に龍と麒麟の絡み合うデザインの刺青を彫ることを決めた。画竜点睛の諺に従って、「キリンと龍が飛んでいかないように」という願いを込め、ルイはシバに2匹の瞳を入れないでおいて欲しいと頼む。刺青の代償としてシバはルイに体を求め、2人は刺青を入れていくたびに体を重ねるようになる。
一方でルイは、アマが暴力を振るった暴力団員が死んだというニュースを目にした。アマが捕まってしまうことを危惧したルイは、アマの髪をアッシュに染め、刺青が見えないように長袖を着るよういいつける。その事実を全く知らないアマは何の疑いもなくルイに従った。
ルイが開けた舌ピアスは徐々に拡張していた。ピアスの穴を広げていく中、シバは無理にピアスホールを広げると炎症を起こすと忠告する。その忠告をよそにルイはさらにピアス穴の拡張を続けた。刺青の完成と同時にルイは自らの生きる意味を見失い、アルコールに依存。自分が生きていることを実感できるのが痛みを感じている間だけだと気づいたルイは、アマとシバ、どちらが自分を殺すのだろうかと想像を巡らせるようになる。
そんな中、警察からシバの店に「龍の刺青をした、赤毛の客を教えて欲しい」という連絡が入った。ルイはしらを切り通すが、不安に襲われながら日々を過ごすことになる。ある夜、アマは突然行方不明になり、ルイは呆然とする。警察に捜索願を届けようとするも、ルイはアマの本名すら知らなかったのだ。数日後、行方不明となっていたアマの無残な死体が発見されたと警察から告げられたルイ。アマの遺体には無数のタバコを押し当てた痕があり、陰部にはエクスタシーというお香が差し込まれていた。警察官から「アマはバイセクシャルだったか」と尋ねられ、アマが何者かによってレイプされていたことを察するルイ。アマを殺した犯人が見つからないことを激しく糾弾する。
アマの死後、生きる気力を完全に失っていたルイのことを受け入れたのはシバだった。シバの家に暮らすようになり日々を送る中で、ルイはアマの陰部に差し込まれているお香がシバの家に置いてあること、そしてアマの体に押し当てられたタバコが、シバが吸っている銘柄と同じであることに気がつく。
ルイはアマにもらった2本の歯を砕いて飲み込むことによって、アマの愛の証を体に吸収したことを実感する。そしてシバに麒麟と龍の瞳を彫り込んでもらうように頼み、シバはそれに従った。ルイは舌のピアスを拡張するのをやめる。スプリットタンは完成せず、ただ舌には大きな穴が残り、ルイは一人、ピアスと刺青が自分にとってどのようなものだったのか、その答えを知るのだった。

### スタッフ
- 監督：蜷川幸雄
- 脚本：宮脇卓也、蜷川幸雄
- 製作：宇野康秀、梅川治男
- 照明∶渡辺三雄
- 美術：稲垣尚夫
- 録音：弦巻裕
- CGプロデューサー：豊嶋勇作
- 特殊メイク：宗理起也
- ヘアメイク：梅原麻衣子
- ピアス製作：松本吉正
- 製作：「蛇にピアス」フィルムパートナーズ（ギャガ、アミューズソフトエンタテインメント、アークエンタテインメント、集英社、チャンネルNECO（日活）、スチューディオ・スリー）

### キャスト
- ルイ：吉高由里子
- アマ：高良健吾
- シバ：ARATA
- マキ：あびる優
- ユリ：ソニン
- 特別出演
  - 刑事：市川亀治郎
  - バイトのマネージャー：井手らっきょ
  - 吉田光洋：小栗旬
  - 受付の警察官：唐沢寿明
  - 横山悟：藤原竜也

### 主題歌
- CHARA「きえる」
  - 作詞は原作者である金原ひとみとCHARAが共同で担当している。